# 国家垄断资本主义
国家垄断资本主义是马克思主义经济学者所使用的一个概念，是垄断资本和国家政权密切结合的垄断资本主义。列宁在1916年称，因私人垄断和资本主义经济的矛盾突显，自由资本主义已经无法适应资本主义的发展，为此资本主义国家政府将积极干预经济，从而使资本主义进入到国家垄断资本主义阶段。
19世纪末20世纪初，自由竞争的资本主义转变为垄断资本主义的时候，国家垄断资本主义开始萌芽。第一次世界大战及其后的大萧条 (1929—1933)，使国家垄断资本主义在帝国主义各国普遍发展起来。第二次世界大战后，由于资本主义的基本矛盾日益深化，国家垄断资本主义迅速发展，成为当代帝国主义经济生活中的支配力量。从二战结束到二十世纪七十年代初期，西方资本主义国家盛行主张国家干预经济的宏观调控政策，并取得一定成果。七十年代初期，西方出现严重经济危机，各国立即适当调整，减少国家对经济的干预。

## 存在形式
1. 通过国家收买企业和卖还企业两种相互交替的形式，实行国有化和非国有化，掠夺国库。
2. 用国家预算资金，建立有较大风险的新兴军事工业、交通运输业以及公用事业等。
3. 通过国家采购和订货，用巨额的国家预算支出为私人垄断集团提供商品销路。
4. 通过优惠的国家贷款、各种形式的津贴和补助以及有利于垄断组织的各种立法等，加强垄断企业的竞争实力。
5. 国家经常在财政和货币信用领域采取各种调节措施，企图缓和周期性危机。国家垄断资本主义通过上述活动，直接参与社会资本的再生产过程，并以此影响整个资本主义经济。[1]